# Udo Grosse

Udo Grosse

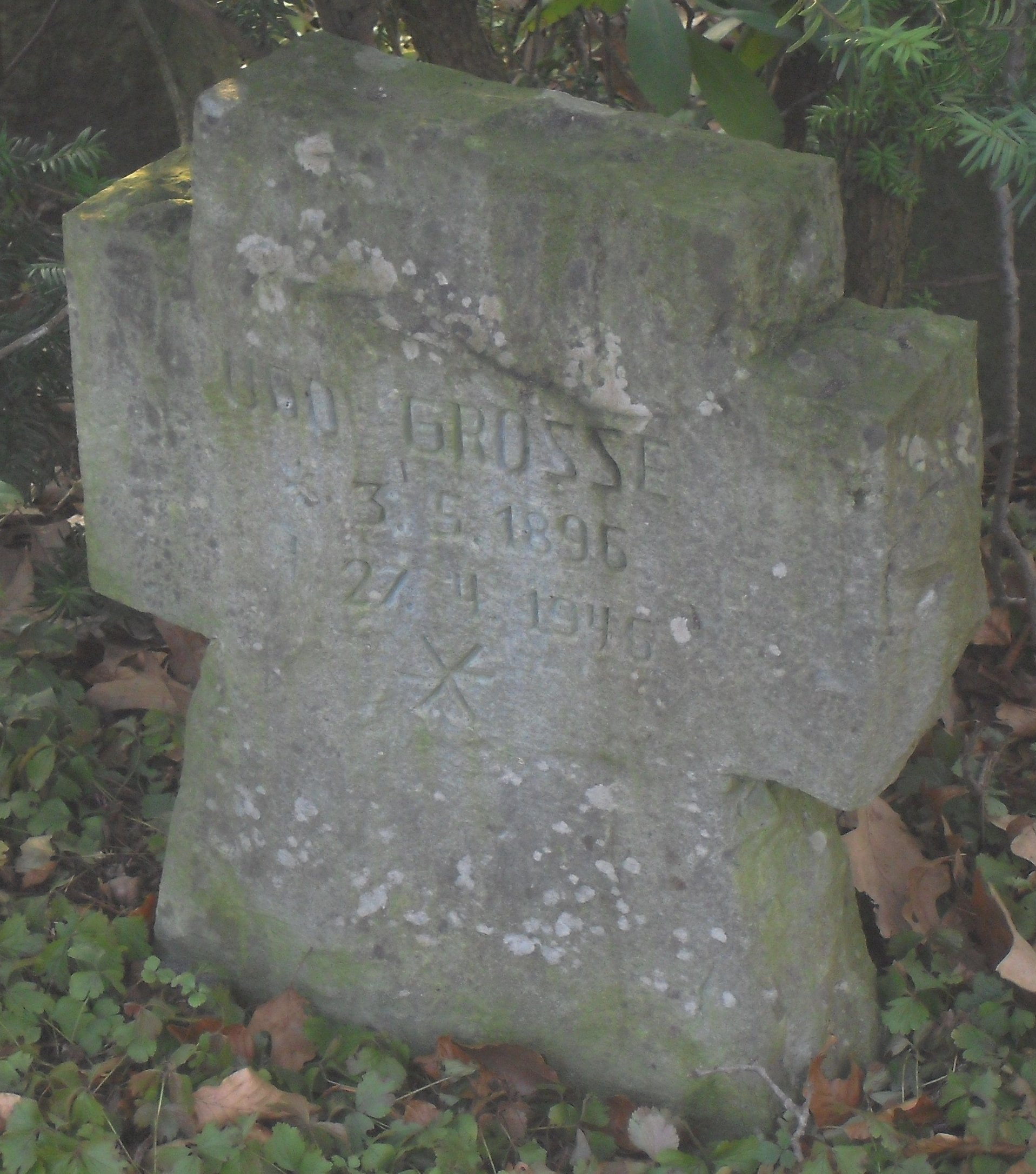
Grab von Udo Grosse auf dem Friedhof in Hövelhof

Udo Grosse, auch Große, (* 3. Mai 1896 in Magdeburg; † 27. April 1946 in Hövelhof) war ein deutscher Politiker (NSDAP).

## Leben und Wirken
Nach dem Besuch der Bürgerschule und des Realgymnasiums begann Udo Grosse 1913 eine Lehre im Zuckergroßhandel. Ab August 1914 nahm er als Kriegsfreiwilliger beim Fußartillerie-Regiment „Encke“ (Magdeburgisches) Nr. 4 am Ersten Weltkrieg teil. 1917 wurde er zum Leutnant der Reserve befördert und als Beobachter zum Fliegerkorps kommandiert, dem er bis zum November 1918 angehörte. Im Krieg wurde er unter anderem mit dem Eisernen Kreuz II. Klasse ausgezeichnet.
Nach seiner Heimkehr aus dem Krieg schloss Grosse seine Lehre ab, um ab 1920 im Zuckergroßhandel zu arbeiten. Zum 1. November 1928 trat er der NSDAP bei (Mitgliedsnummer 104.132). Am 1. Mai 1931 wurde er zum Leiter der NSDAP-Ortsgruppe Magdeburg und am 1. August 1932 Gauinspekteur im Gau Magdeburg-Anhalt ernannt. Am 1. Oktober 1934 übernahm er zudem die Aufgaben eines Kreisleiters.
Von 1932 bis zur Auflösung dieser Körperschaft im Herbst 1933 saß Grosse im Preußischen Landtag. Daneben war er seit 1933 stellvertretendes Mitglied des Reichsrates und von März 1936 bis zum Ende der NS-Herrschaft im Frühjahr 1945 Abgeordneter des nationalsozialistischen Reichstags für den Wahlkreis 10 (Magdeburg). Er wohnte in Halberstadt, Sedanstraße 32.
Udo Grosse verstarb am 27. April 1946 im Internierungslager Staumühle in Hövelhof.